# José de Jesús Plascencia Herrera
José de Jesús Plascencia Herrera (Colima, Colima; 27 de agosto de 1959) es un político Mexicano, miembro del Partido Revolucionario Institucional y antiguo diputado al Congreso de Colima en el Grupo Parlamentario del PRI de la LV Legislatura del Congreso del Estado de Colima.
Es ingeniero agrónomo fitotecnista.
Fue presidente municipal del Ayuntamiento de Cuauhtémoc (Colima) de 1998 a 2000. Fue promotor de organización de los programas pider en la secretaría de la reforma  agraria de 1981 a 1983 y director de fomento acuicola, forestal y pesquero de la secretaría de desarrollo rural del gobierno del estado de 2003 a 2006.
Fue candidato a la presidencia municipal de Cuauhtémoc (Colima), ganándola de nueva cuenta.